# Vittorio Gorresio
Vittorio Gorresio, né à Modène le 18 juillet 1910 et mort à Rome le 17 décembre 1982  à Rome, est un journaliste et essayiste italien.

## Biographie
Il obtient le Prix Strega en 1980 pour La vita ingenua.

## Œuvre traduite en français
- Berlinguer [« Berlinguer »], trad. de Paul Alexandre, Paris, Éditions Fayard, 1977, 286 p.  (ISBN 2-213-00434-X)